# Vischiosità
Vischiosità è un termine utilizzato nelle scienze sociali, in particolare in economia, per descrivere una situazione in cui una variabile oppone resistenza ad un cambiamento.
Ad esempio i salari nominali sono definiti "vischiosi". Le forze del mercato possono ridurre il valore reale del lavoro nell'industria, ma i salari tendono a rimanere ai livelli precedenti.
Questo può essere dovuto a fattori istituzionali come regolazioni del prezzo, impegni legali e contrattuali (es. affitto di uffici e contratti di lavoro), unioni di lavoratori, umana cocciutaggine, o interesse proprio.
Gli economisti citano come causa di vischiosità: l'illusione monetaria, l'asimmetria informativa (riguardo al cambio dei prezzi), e questioni di equità.